# Romanian Juniors
Das Romanian Juniors (auch Romania Junior International genannt) ist im Badminton die offene internationale Meisterschaft von Rumänien für Junioren und damit das bedeutendste internationale Juniorenturnier in Rumänien. Es wurde erstmals im August 2015 ausgetragen.

## Die Sieger
| Saison    | Herreneinzel      | Dameneinzel       | Herrendoppel                | Damendoppel                        | Mixed                                  |
| --------- | ----------------- | ----------------- | --------------------------- | ---------------------------------- | -------------------------------------- |
| 2015      | Miha Ivanič       | Margot Lambert    | Thom Gicquel Léo Rossi      | Vimala Hériau Margot Lambert       | Miha Ivanič Nika Arih                  |
| 2016      | Miha Ivanič       | Réka Madarász     | Eloi Adam Samy Corvée       | Nika Arih Petra Polanc             | Paweł Śmiłowski Magdalena Świerczyńska |
| 2017      | Arnaud Merklé     | Tereza Švábíková  | Iliyan Stoynov Sergej Lukić | Vivien Sándorházi Tereza Švábíková | Gasper Krivec Petra Polanc             |
| 2018 2024 | nicht ausgetragen | nicht ausgetragen | nicht ausgetragen           | nicht ausgetragen                  | nicht ausgetragen                      |